# جوزيف ارين
جوزيف ارين (بالإنجليزية: Joseph Warren) هو طبيب عسكري وطبيب وسياسي أمريكي، ولد في 11 يونيو 1741 في الولايات المتحدة، وتوفي في 17 يونيو 1775 في الولايات المتحدة.

## روابط خارجية
- جوزيف ارين على موقع الموسوعة البريطانية (الإنجليزية)
- جوزيف ارين على موقع ميوزك برينز (الإنجليزية)
- جوزيف ارين على موقع إن إن دي بي (الإنجليزية)